# Família Mesopotamita
Mesopotamita (em grego: Μεσοποταμίτης; romaniz.: Mesopotamites), em sua forma feminina Mesopotamitissa (em grego: Μεσοποταμίτισσα; romaniz.: Mesopotamítissa), foi uma família bizantina atestada no final do Período Bizantino Médio (610–1204). Seu nome deriva de seu local de origem, seja ele Mesopótamo no Epiro (atual Albânia) ou alguma localidade de nome Mesopotâmia. Os primeiros membros atestados da família aparecem no final do século XI, sob a dinastia comnena: Basílio, um general e experiente guerreiro do imperador Aleixo I (r. 1081–1118) louvado pelo cronista Guilherme da Apúlia; Jorge, que era duque de Filipópolis; e Nicolau, que durante o reinado de Manuel I (r. 1143–1180) foi louvado por um poeta por ter adornado o ícone da Virgem Maria.
No final do século XII, os membros conhecidos da família ocuparam importantes postos da administração civil do Império Bizantino. Constantino Mesopotamita, com que a família teve seu apogeu, serviu como mestre do caníclio sob Isaac II Ângelo (r. 1185–1195) e colocou-se inteiramente sob sua influência, tornando-se assim o poder que controlou o império. Mais adiante, por intermédio da imperatriz Eufrósine Ducena Camaterina, Mesopotamita foi recolocado em sua antiga posição por Aleixo III (r. 1195–1203), após um breve período de desgraça. Novamente adquiriria uma elevada posição, controlando os destinos do império até a Quarta Cruzada em 1204. Outro membro conhecido do período é Miguel, que foi protonobilíssimo-hipérbato em 1195.
No começo do século XIII, Mesopotamita Constômero foi metropolita de Neopatras. Em meados do século XIII, José ocupou a posição de secretário imperial e esteve intimamente relacionado com o círculo em torno do príncipe coroado Teodoro Láscaris, muito embora em 1253 caiu em desgraça e foi investigado. Outros indivíduos atestados pelo período que também portaram o nome de Metropolita não pertenceram a família, mas na verdade eram monges oriundos do Mosteiro de Mesopótamo no Epiro, atestado no século XI. Isaac Mesopotamita, o metropolita de Esmirna em 1261 e proprietário de vários manuscritos datados do século XIII, presumivelmente era um destes monges.